# 朱存
朱 存（しゅ そん、生没年不詳）は、後梁の初代皇帝朱全忠の次兄。

## 経歴
黄巣の乱の際に朱全忠と共に黄巣に従い、広州を攻めた際に戦死した。朱全忠が後梁皇帝として即位すると、910年に朗王と追贈される。

## 子
- 朱友寧
- 朱友倫

## 史料
『新五代史』(梁書巻十三 梁家人伝第一)
朗王存，初與太祖倶従黄巣攻廣州，存戦死。存子友寧、友倫。